# Fraureuth
Fraureuth là một thị xã thuộc huyện Zwickau trong bang Sachsen, Đức.